# Transformace společnosti
Transformace společnosti je změna právní formy společnosti. Např. z s.r.o. na a.s., z v.o.s. na s.r.o. a podobně. Společnost nezaniká, ani nepřechází její jmění. Dochází ke změně vnitřních právních poměrů a právního postavení jejích společníků. Účinky změny nastávají ke dni zápisu do obchodního rejstříku.
Důvody transformace jsou individuální, nejčastěji jde o zvýšení konkurenceschopnosti, větší důvěryhodnosti.